# Scandinavian Carillon School
Scandinavian Carillon School (SCS) er en klokkespilskole ved kirkemusikskolen i Løgumkloster. Den uddanner koncertklokkenister og kampanologer i Norden. 

SCS blev oprettet i 1979 med Petter Langberg som første rektor. Skolen disponerer over Kong Frederik IX's klokkespil (støbt af Petit&Fritsen i 1973) som ved indvielsen var Skandinaviens største klokkespil, øve- og undervisningslokaler og notebibliotek med arkiv og lydbibliotek. SCS har klokkenistlinje med introduktionskursus, grundkursus, mellemfags- og diplomsolist studier. Studiet omfatter campanologi, ritornelkomposition- og programmering, spilteknik, notearrangement for carillon, programlægning og repertoirekundskap med årlige spileksamener.  Koncertering, gæstespil og ekskursioner indgår og i tilknytning til skolen findes et mobilt klokkespil, engelske håndklokker, forskellige undervisnings-klokker og mekanismer, måleudstyr, attrap til vekselringing samt gæstelokaler i Odense.
- Kong Frederik IX's Klokkespil
- Skolens bygninger på Vestergade